# Vigil (TV-serie)

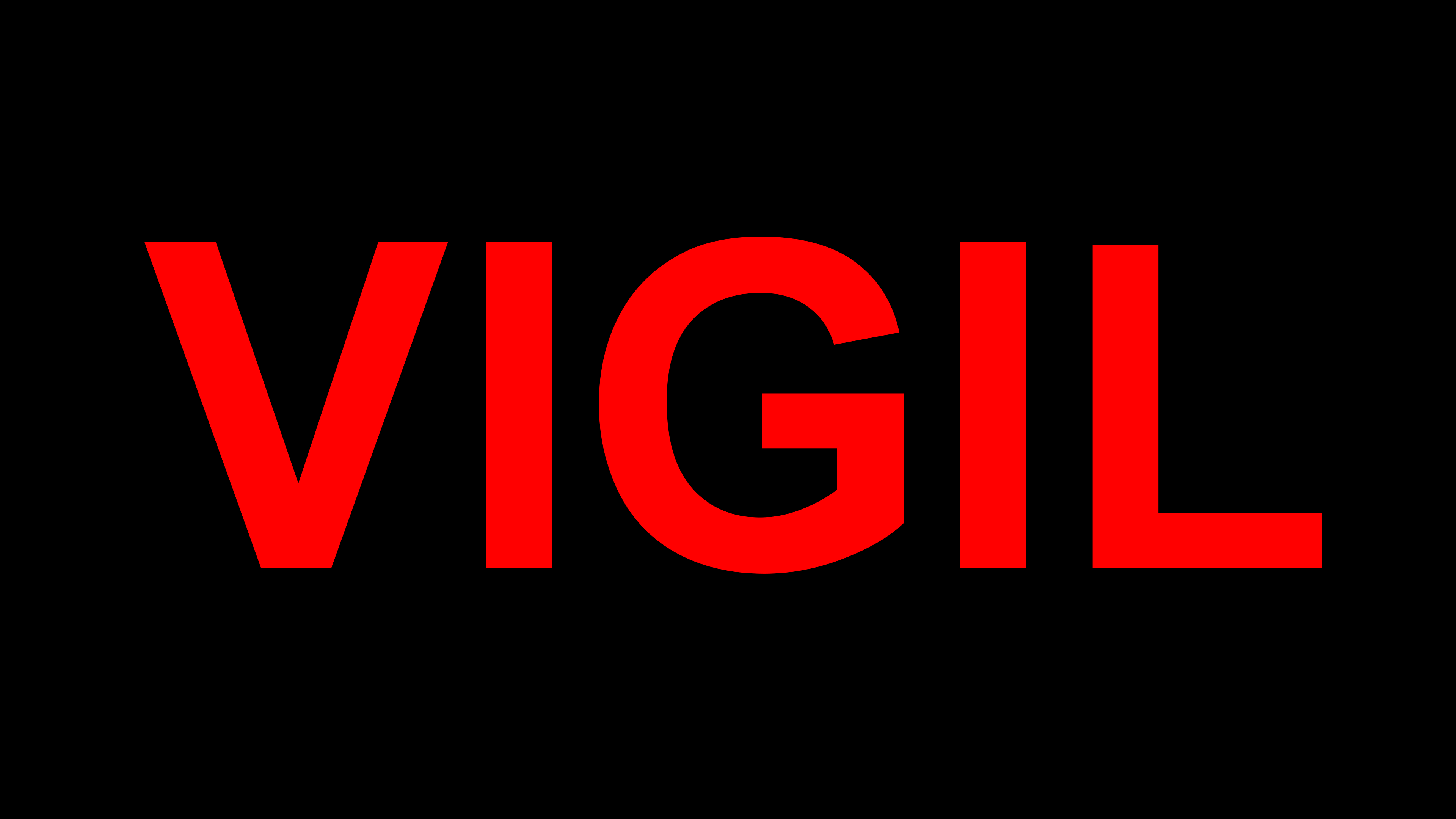
Stillbild från öppningssekvensen av Vigil.

Vigil är en brittisk kriminal- och dramaserie av Tom Edge som hade premiär 2021.

## Säsonger

### Säsong 1: Vigil – död man ombord
Första säsongen hade premiär i augusti 2021, och består av sex avsnitt. Första säsongen sändes i Sverige på SVT Play.
I den första säsongen får tittaren följa kriminalkommissarie Amy Silva, spelad av Suranne Jones, och hennes kollega tillika sedermera flickvän Kirsten Longacre, spelad av Rose Leslie, vid den skotska polisen. De utreder ett dödsfall ombord på den brittiska kärnvapenbestyckade ubåten HMS Vigil. I samband med dödsfallet försvann även en skotsk fiskebåt och det är upp till de båda kollegorna att utreda händelserna. Under utredningen möter de motstånd från såväl den brittiska flottan som säkerhetstjänsten.
Händelsen med sjunkna fiskebåten kan delvis vara inspirerad av en verklig olycka 1990, då den skotska fiskebåten FV Antares sänktes genom att hennes nät fastnade i den brittiska Trafalgar-klass-ubåten HMS Trenchant. En liknande händelse ägde rum 2015 då den nordirländska fiskebåten The Karen utan att sjunka drogs med bakåt när ett nät fastnade i en brittisk ubåt. BBC har dock förnekat att dessa två händelser inspirerat serien, trots att FV Antares nämns i serien i samband med olyckan.

### Säsong 2: Vigil – hotet från ovan
Den andra säsongen hade premiär i december 2023 och består av sex avsnitt. Den andra säsongen sändes i Sverige på SVT och SVT Play.
I den andra säsongen får tittaren följa Silva och Longacre när de utreder ett fall där en militär drönare under vapendemonstration för potentiella köpare i Skottland beskjutit såväl brittiska soldater som åskådare.

## Rollista (i urval)

### Huvudkaraktärer
- Suranne Jones – Amy Silva
- Rose Leslie – Kirsten Longacre
- Gary Lewis – Colin Robertson

#### Återkommande, säsong 1
- Shaun Evans – Elliot Glover
- Martin Compston – Craig Burke
- Paterson Joseph – Neil Newsome
- Adam James – Mark Prentice
- Lauren Lyle – Jade Antoniak
- Daniel Portman – Gary Walsh
- Anjli Mohindra – Tiffany  Docherty
- Stephen Dillane – Shaw

#### Återkommande, säsong 2
- Dougray Scott – Marcus Grainger
- Romola Garai – Eliza Russell
- Alastair Mackenzie – Anthony Chapman
- Dominic Mafham – Ian Downing